# Хасандаг
Хасандаг (на турски: Hasan Dağı) или Планината Хасан, е неактивен двуглав стратовулкан във вилает Аксарай в Турция. С надморска височина от 3253 м, тя е втората по височина вулканична планина на Анатолийското плато, след Ерджиес. Калдерата ѝ е 4-5 км широка.
Последното изригване на Хасан е зафиксирано около 7500 г. пр.н.е. Около Хасан има повече от 25 лавови потока и конуси с вулканична пепел.
Древното селище Чаталхьоюк се намира в областта на Хасандаг. Древните жители на Чаталхьоюк са събирали обсидиан и са търгували с него със съседните селища. Хасандаг е изобразен и на скални рисунки в Чаталхьоюк. От върха на планината се открива красива гледка към цялото Анатолийско плато с Кападокия.